# 신흥 (전한)
신흥(辛興, ? ~ 3년?)은 전한 말기의 인물로, 농서군 적도현(狄道縣) 사람이다. 집안은 좌장군 신경기를 필두로 하여 고관을 많이 배출한 명문가였다.

## 행적
원시 3년(3년), 왕우가 여관·오장과 함께 평제의 외가 위씨를 장안에 들이려는 계획을 짜다가 발각되었다. 왕망의 측근 견풍과 견한은 신씨가 평소 위씨와 교류하였음을 성토하며 처벌을 주장하였고, 또 사직 진숭은 신흥을 비롯한 신씨 일족이 주와 군에서 위세를 떨치며 백성들을 괴롭힌 사실을 고발하였다.
결국 신흥은 지명수배되었다. 도망을 다니던 중 포선의 사위 허감(許紺)과 함께 포선의 집에 들러 밥을 한 끼 얻어먹고 갔고, 아무런 사정을 모르고 밥을 대접한 포선은 연좌되어 목숨을 잃었다.

## 출전
- 반고, 《한서》 권69 조충국신경기전·권72 왕공양공포전